# Рыбаков, Николай Игоревич
Никола́й И́горевич Рыбако́в (род. 24 декабря 1978, Ленинград) — российский политический и общественный деятель. Председатель объединённой демократической партии «Яблоко» с 14 декабря 2019 года.

## Биография
Николай Игоревич Рыбаков родился 24 декабря 1978 года в Ленинграде. Отец (отчим) — Игорь Николаевич Рыбаков, заведующий лабораторией лесных машин Лесотехнической академии им. С. М. Кирова, мать — Елена Дмитриевна Рыбакова, научный сотрудник этого же института. Биологический отец  — советский диссидент Юлий Рыбаков .
Окончил школу № 534 Выборгского района Санкт-Петербурга, вечерний бизнес-колледж Санкт-Петербургского государственного университета и экономический факультет Санкт-Петербургского государственного университета путей сообщения.
С 1997 по 2000 год работал помощником депутата Законодательного собрания Санкт-Петербурга Михаила Амосова.
С 2000 по 2004 год — муниципальный депутат в округе Светлановское, с 2004 по 2008 год — в округе Гражданка в Санкт-Петербурге.
С 2006 по 2008 год работал главой местной администрации муниципального образования Гражданка. Был смещён с должности депутатами, однако не признал своего смещения. После возникшего конфликта помещение муниципалитета было вскрыто силами ЧОПа. После обращения в федеральную инспекцию по труду был восстановлен в должности.
С 2008 по 2015 годы работал исполнительным директором экологического правозащитного центра «Беллона». С 2010 по 2015 годы являлся главным редактором электронного издания «Беллона.ру», с 2014 по 2016 годы — главным редактором журнала «Экология и право».
С 2005 по 2019 год — заместитель председателя партии Яблоко. С 2019 года — председатель партии Яблоко.

## Политическая и общественная деятельность
В 1995 году пришёл в партию «Яблоко», вступив в Санкт-Петербургский молодёжный союз «Яблоко».

### Деятельность в партии «Яблоко»
С 1995 года участвовал в избирательных кампаниях партии в Санкт-Петербурге. Начинал работать агитатором, распространителем партийных материалов .
1997—2000 годы — член Центрального совета Санкт-Петербургского молодёжного союза «Яблоко», а в 1999—2000 годах был его председателем.
2000—2005 годы — член Политсовета петербургского отделения партии «Яблоко» и руководитель Выборгской районной организации партии.
2002—2003 годы был помощником Сергея Митрохина, депутата Государственной думы из фракции «Яблоко».
2005—2017 годы — член бюро регионального совета Санкт-Петербургского отделения партии «Яблоко».
2005—2009 годы был редактором партийного издания — бюллетеня «Демократ».
С 2008 года — член федерального бюро партии «Яблоко».
2009—2017 годы — заместитель председателя Санкт-Петербургского отделения партии.
В 2012 году был руководителем штаба Григория Явлинского на выборах президента России по Санкт-Петербургу.
В 2012—2014 годах представлял партию в коалиции «Демократический Петербург».
В 2014 году был одним из заместителей руководителя проекта «Большой Петербург. XXI век. Концептуальная стратегия развития мегаполиса».
2015—2019 годы — заместитель председателя партии «Яблоко». В 2015 году также баллотировался на пост председателя партии, но избран не был.
В 2019 году был избран председателем партии «Яблоко».
В 2021 году выдвинут Съездом партии лидером списка кандидатов в депутаты Государственной думы, став единственным кандидатом общефедеральной части списка (впервые в истории «Яблока»).

#### На посту заместителя председателя партии
С 20 декабря 2015 года до 15 декабря 2019 года — заместитель председателя партии «Яблоко».
В 2017 году был назначен руководителем Единого избирательного штаба партии «Яблоко».
Член внутрипартийной фракции «Зелёная Россия».
В 2016 году руководил избирательным штабом партии «Яблоко» на выборах депутатов Государственной думы VII созыва. По результатам выборов партия заняла 6 место, получив 1 051 335 голосов (1,99 %).
В октябре 2017 года стал руководителем штаба Григория Явлинского на выборах президента России. По результатам выборов Григорий Явлинский занял 5 место, получив 1,05 %.
В апреле-июне 2018 года являлся руководителем оргкомитета праймериз перед выдвижением кандидата на пост мэра Москвы от партии «Яблоко» на выборы 9 сентября 2018 года. На праймериз победил Яков Якубович, однако сразу же после победы, проконсультировавшись с Григорием Явлинским, он снял свою кандидатуру. После последовавшего продолжительного скандала партия так и не смогла выдвинуть кандидата на выборах мэра Москвы.
В 2019 году во время выборов в Московскую городскую думу Рыбаков руководил единым федеральным избирательным штабом «Яблока». Перед выдвижением выступил за то, чтобы партия выдвинула кандидатов по всем 45 московским округам, что вызвало критику как внутри партии, так и со стороны других оппозиционных сил. В конечном итоге стратегия Рыбакова не была принята партией, кандидаты были выдвинуты по трети округов. По итогам выборов 4 «яблочных» кандидата были допущены до выборов и все они стали депутатами, образовав фракцию в Мосгордуме — Евгений Бунимович, Сергей Митрохин, Максим Круглов (руководитель фракции) и Дарья Беседина.

#### На посту председателя партии
15 декабря 2019 года Рыбаков был избран председателем партии. Он победил в первом туре, набрав 69 голосов делегатов съезда (глава Псковского «Яблока» Лев Шлосберг набрал 40 голосов, действующий председатель партии, депутат Заксобрания Республики Карелия Эмилия Слабунова — 19 голосов). Некоторые делегаты посчитали избрание Рыбакова результатом работы административного ресурса. По словам депутата Московской городской думы из партии «Яблоко» Дарьи Бесединой съезд был сформирован таким образом, что большинство делегатов составляли действующие руководители партии, голосовавшие вне квоты, и именно за счёт этого наименее популярный в партии Рыбаков смог выиграть выборы председателя у более популярного в партии Льва Шлосберга. Альтернативное мнение озвучил избранный заместитель председателя «Яблока» Иван Большаков. Он отметил, что Рыбаков является представителем нового поколения, а недовольным нужно уметь проигрывать.
С 2020 года входит в состав Общественного конституционного совета, созданного для разработки альтернативных поправок к Конституции России.
В 2020 году Николай Рыбаков и заместитель председателя «Яблока» Иван Большаков инициировали реформу партии. Во время второго этапа XXI съезда партии были приняты поправки в устав. В связи с обращением значительной части членов Яблока с требованием переизбрания руководящих органов, на голосование также был вынесен вопрос о доверии Николаю Рыбакову, как председателю партии. Большинством голосов (78 из 121 делегата) съезд выразил Рыбакову доверие.
После выхода материала издания «Холод», в котором сообщалось об обвинениях Александра Кобринского, члена партии «Яблоко», в сексуальных домогательствах к студенткам, и подачи Кобринским в суд на издание, Рыбаков опубликовал официальное заявление «Принцип „обвинён — значит, виновен“ недопустим».
30 декабря 2021 года объявил бойкот радиостанции «Эхо Москвы».

##### Позиция по поводу массовых исключений и раскола партии
В связи с массовыми снятиями с регистрации и исключениями из партии Яблоко в 2021 году Рыбаков в эфире Эха Москвы заявил, что поддержка Алексея Навального не совместима с членством в партии Яблоко, поэтому сторонников Умного голосования отстранят от принятия решений.
По поводу исключения 488 человек из Московского отделения, ставшего причиной раскола, Рыбаков заявил, что это последствия процедуры перерегистрации, которая представляет собой «обычный процесс», происходивший в партии «десятки и сотни раз», отметив также конкуренцию некоторых исключённых членов с Яблоком на выборах, а также недопустимость травли одних членов партии другими.
В ходе заседания бюро партии, связанного с исключениями, Рыбаков заявил, что исключаемые подписывали «лживые» открытые письма, а также что исключение не является массовым и автоматическим. Один из приглашённых на заседание исключаемых членов отметил, что ему не предоставили возможность ознакомиться с проектом решения о его исключении, на такую просьбу Рыбаков ответил заявлением «Вы не можете задавать вопросы. Вы можете только отвечать на вопросы».
Высказываясь по поводу последовавшего раскола партии, Рыбаков объявил общественное движение Яблоко «жульём и самозванцами», и предрёк ему крах.

### Участие в выборах
В 2000 году был избран депутатом муниципального образования «Светлановское» (Санкт-Петербург).
В 2004 году был избран депутатом муниципального совета округа «Гражданка» (Санкт-Петербург). До декабря 2004 года совмещал работу в качестве депутата в двух муниципальных советах.
19 декабря 2004 года участвовал в выборах депутатов муниципального совета округа «Светлановское». Избран не был. По итогам обращений с жалобами на нарушения, прокуратурой Санкт-Петербурга было возбуждено уголовное дело по статье «Фальсификация результатов голосования».
В 2002, 2007, 2011 и 2016 годах участвовал в выборах в Законодательное собрание Санкт-Петербурга. Избран не был.
В 2007 и 2011 годах участвовал в выборах в Государственную думу в качестве кандидата по списку партии «Яблоко» от Санкт-Петербурга. Избран не был.
В 2016 году на выборах депутатов Государственной думы VII созыва был выдвинут партией «Яблоко» в составе общефедеральной части партийного списка под седьмым номером, а также по Центральному одномандатному избирательному округу в Санкт-Петербурге. По одномандатному округу Рыбаков набрал 13,98 % (18974 голосов избирателей, 4 место), а список партии «Яблоко» набрал 1,99 %(1 051 335 голосов избирателей), не получив ни одного мандата.
В 2016 году также баллотировался первым номером списка на выборах депутатов Законодательного собрания Ленинградской области. В состав Законодательного собрания не вошёл, так как партия «Яблоко» набрала меньше 5 % (3,71 %).
На выборах в Государственную думу в 2021 году Рыбаков был единственным участником федерального списка партии «Яблоко». Кампания Рыбакова велась при помощи агитационного микроавтобуса, называемого в пресс-релизах партии «Рыбакобус». На этих выборах партия набрала 1,34 % голосов и не прошла в Государственную думу.

### Общественная жизнь
В 2009 году был одним из заявителей в Смольнинском суде Санкт-Петербурга по делу об отмене постановления Правительства Санкт-Петербурга, которым было разрешено возвести офис «Газпрома» высотой более 400 метров на границе исторического центра города. Суд отказал в удовлетворении требований истцов, но в результате общественной кампании Правительство Санкт-Петербурга было вынуждено отменить постановление.
С 2009 года — один из организаторов акций памяти Натальи Эстемировой. В 2011—2013 годах входил в состав Правозащитного совета Санкт-Петербурга, общественной наблюдательной комиссии по контролю за обеспечением прав человека в местах принудительного содержания и содействия лицам, находящимся в местах принудительного содержания, правление Центра антикоррупционных исследований и инициатив «Трансперенси Интернешнл — Россия», консультативный совета при уполномоченном по правам человека в Санкт-Петербурге.
Председатель оргкомитета ежегодной Всероссийской конференции экологических активистов. Редактор ежегодного общественного доклада о нарушении экологических прав граждан Российской Федерации (издаётся с 2010 года).
В феврале 2013 года в ответ на поддержку детским омбудсменом Павлом Астаховым «Закона Димы Яковлева» создал петицию за отставку уполномоченного «Освободить Павла Астахова от должности Уполномоченного по правам ребёнка при Президенте РФ». За два дня обращение поддержали более 10 000 человек
В 2012 году принял участие в заседании Совета по развитию гражданского общества и правам человека при президенте России. На заседании председательствовал президент Дмитрий Медведев. Рыбаков говорил о преследовании экологических активистов со стороны властей. В частности, были описаны ситуации с Михаилом Бекетовым, Александром Сенотрусовым, Суреном Газаряном, Евгением Витишко, Максимом Петлиным.
С 2016 года регулярно выступает в политических ток-шоу на российском телевидении.

## Критика
В эфире программы «Утро» радиостанции Эхо Москвы 8 декабря 2021 года позиция Рыбакова по ситуации с обвинениями члена партии Александра Кобринского в сексуальных домогательствах была подвергнута критике ведущими. В частности, заявлялось, что руководство партии в лице Рыбакова ведёт себя непорядочно. Ведущими критиковалась поддержка Рыбаковым Кобринского в судебном преследовании журналистки, опубликовавшей статью. При этом несколькими днями ранее Петроградский районный суд Санкт-Петербурга удовлетворил иск Кобринского о защите чести и достинства, потребовав от журналистки опровержения и выплаты компенсации.
30 декабря 2021 года в той же программе ведущая заявила, что «партия „Яблоко“ с нами не разговаривает», что партия объявила радиостанции Эхо Москвы бойкот. В передаче приводится комментарий Рыбакова:
Я думаю, вы знаете об эфире Плющева и Фельгенгауэр, в котором было заявлено, что в партии „Яблоко“ остались непорядочные люди, это было сказано про Светлану Ганнушкину, Валерия Борщёва, академика Арбатова, лауреата Нобелевской премии Дмитрия Муратова, поэтому пока моей партии не будут принесены радиостанцией извинения, я не буду вам комментировать ничего. Я надеюсь, вы меня понимаете. Я считаю оскорбительным то, что нас назвали непорядочными людьми. И это уже вы внутри редакции разбирайтесь. Вы одна радиостанция, и поэтому вы все вместе несёте ответственность за то, как называть этих уважаемых людей непорядочными. Дальше уже разбирайтесь внутри своего коллектива
Согласно заявлению ведущих, речь шла о публичном доносе со списком фамилий и цитат предположительных сторонников Умного Голосования, подписанным Николаем Рыбаковым вместе с Григорием Явлинским, Борисом Вишневским, Львом Шлосбергом и другими членами бюро партии. При обсуждении этого эпизода ведущими, со слов Плющева, была произнесена фраза:
Если раньше в Яблоке оставались порядочные люди, теперь, после вот этого, их нет. Раньше мы думали, что Явлинский — сдулся, Рыбаков — вообще непонятно, кто это такой, но есть Вишневский, он же делает, он же молодец, Шлосберг он молодец, он внутренняя оппозиция. Но после того, как они все всё это подписали...
Ведущий упрекнул Рыбакова в том, что он «прикрылся» Ганнушкиной и Муратовым, который сам, со слов ведущего, признавался в эфире, что в партии состоит формально, и про «донос» не знал. Приносить извинения ведущий отказался: «если вы порядочные, вы не будете сочинять доносов».

## Сочинения
- Громче голос свободных людей. Выступления и публикации 2017—2019. — М.: Партия «Яблоко», 2019. — 104 с. ISBN 978-5-4399-0071-8
- Надежда на будущее. Выступления и публикации 2017—2021. — М.: РОДП «ЯБЛОКО», 2021. — 230 с., цв. обл. ISBN 978-5-4399-0078-7
- Остаться человеком. Выступления и публикации 2021—2023. — М.: РОДП «ЯБЛОКО», 2023. — 352 с., цв. обл. ISBN 978-5-4399-0087-9